# Mérens

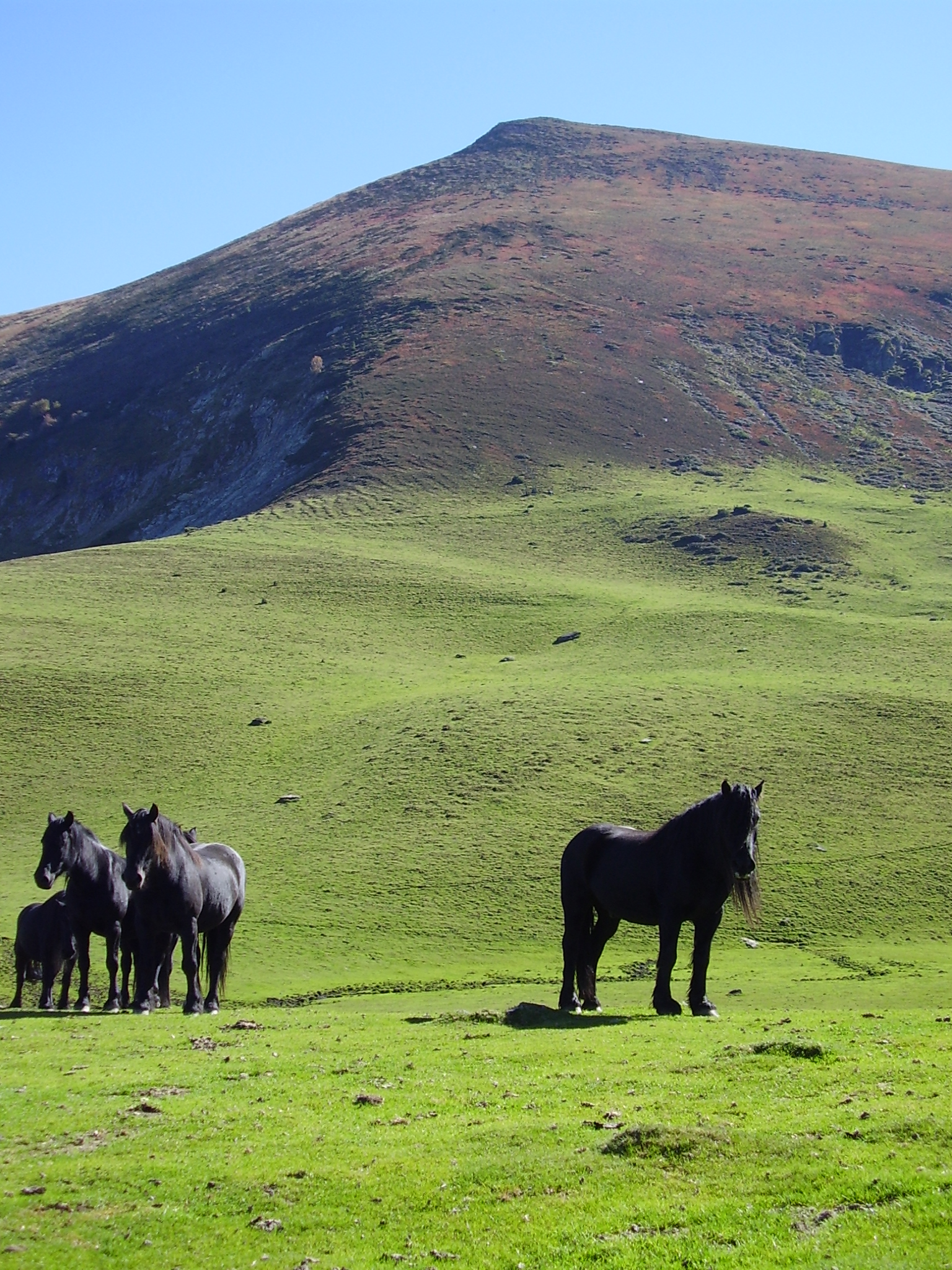

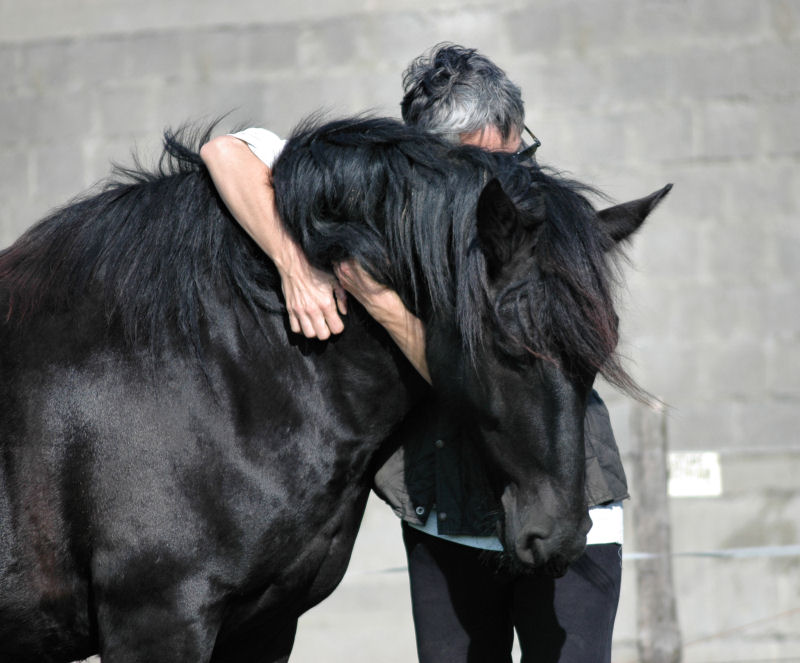

A Mérens pónilovat vagy más néven ariegeoist Franciaországban tenyésztették ki, a Pireneusok keleti felén. Nevét a Ariège folyóról kapta, hegyvidéki póniként is nevezik, mivel élettere a Franciaország és Spanyolország közötti magas hegyek völgyei. Tenyésztéskörzete csupán néhány falura korlátozódik, mint Perles, Castellet, Savignac, Vayehis, Orgeix.
1997-ben a SHERPA szövetség, egy ajándék egy fiatal Mérenst adományozott Tony Blair brit miniszterelnöknek, a néhány évvel azelőtt nyaralt Ariège-ben.

## Története
A Tarascon környéki niauxi barlangrajzokon megtalálható a fajta őse a bronzkori vadló, amelyet egyesek a Camarguei-lóval, míg mások a mérenssel azonosítanak. Történész vélemények szerint ez a fajta szerepelt Julius Caesar Kommentárjaiban, melyet a gall háborúkról írt. (Julius Caesar: Commentarii de bello Gallico). A fajta tenyésztése 1908-ban kezdődött komolyabb szinten. De törzskönyvezve csak 1947-től van. A középkorban használták katonai és gazdasági lónak, napjainkban a turisztikában játszik nagy szerepet, de fogatversenyeken és modern lovassportokban is részt vesz.

## Jellemzői
A feje finom csontozatú, homlokát erős üstök védi a napsütés és az időjárás szélsőségeitől, sörénye és lábszőrzete dús. Nyaka rövid, a nyakoldal óriási felületű. A háta izmos, széles és középhosszú, alkalmassá tette a málhásló tevékenységre. Fara erőteljes jól izmolt, lábai erősek, patái kemények. Színe csak fekete, téli szőrzete vöröses színű, jegyek nagyon ritkán fordulnak elő rajtuk. Marmagassága minimum 135 cm. Mint a hegyi pónik többségénél, rá is jellemző, hogy gacsosak a lábai. Edzett, betegségeknek ellenálló fajta.

## Hasznosítása
A zord körülményeket kiválóan viseli, a járhatatlan, jeges hegyi utakon is biztosan közlekedik. Olyan körülmények között is tud dolgozni, ahol más lovakat nem tudnak használni. Bányákban kocsihúzásra is alkalmazták. A mérens kapcsán elterjedt egy mondás a Pireneusokban, hogy "A ló eszi a hegyet, és a hegy eszi a lovat".